# Дубынин, Виктор Петрович
Ви́ктор Петро́вич Дубы́нин (1 февраля 1943, Мартюш, Свердловская область — 22 ноября 1992, Москва) — советский и российский военачальник. 1-й начальник Генерального штаба Вооружённых сил Российской Федерации — первый заместитель министра обороны Российской Федерации (май — ноябрь 1992), командующий 40-й армией (1986—1987), генерал армии (1992). Герой Российской Федерации (11 ноября 2003, посмертно).

## Биография

### Происхождение
Виктор Петрович Дубынин родился 1 февраля 1943 года в посёлке Мартюш Каменского района Свердловской области, ныне пгт Мартюш входит в Каменский муниципальный округ Свердловской области. Семья его родителей была сослана туда на поселение в 1937 году. В 1946 или в 1948 году они смогли вернуться в родное село Большая Рига Рижского сельсовета Галкинского района Курганской области (ныне село входит в Шумихинский муниципальный округ Курганской области).
С 1951 года учился в старом здании старой школы в с. Большая Рига. Окончил 9 классов, и школу перевели на восьмилетнее образование. Вскоре был создан вечерний 10-й класс, закрытый в апреле 1961 года. Дубынин получил аттестат в селе Галкино.

### Военная служба в СССР
В Советской армии с 1961 года. Окончил Дальневосточное танковое училище в городе Благовещенске (Амурской области) (28 июля 1964 года).
Командовал учебным танковым взводом 178-го учебного танкового полка 47-й гвардейской учебной танковой дивизии, дислоцированной в военном городке Печи, недалеко от города Борисова, Минская область, Белорусская ССР. С сентября 1970 года — командир учебной танковой роты. С октября 1971 года — командир танкового батальона 32-го танкового полка 29-й танковой дивизии.
Член КПСС с <какого?> года.
В 1973 году окончил Высшие офицерские курсы «Выстрел» имени Маршала Советского Союза Б. М. Шапошникова в Москве. В 1974 году поступил и в 1978-м заочно окончил Военную академию бронетанковых войск имени Р. Я. Малиновского. С августа 1975 года — начальник штаба — заместитель командира 93-го гвардейского танкового полка 29-й танковой дивизии. С августа 1976 года — командир 32-го танкового полка. С января 1978 года — заместитель командира 29-й танковой дивизии, а с декабря 1979 по февраль 1982 года — командир 8-й гвардейской танковой дивизии в Белорусском военном округе.
В 1984 году окончил Военную академию Генерального штаба ВС СССР имени К. Е. Ворошилова и получил назначение на должность первого заместителя командующего 32-й армией Среднеазиатского военного округа в Казахской ССР.

### Афганская война
С 16 сентября 1984 года — заместитель командующего, а с 30 апреля 1986 по 1 июня 1987 года — командующий 40-й общевойсковой армией Туркестанского военного округа. Войска этой армии составляли основную часть Ограниченного контингента советских войск в Афганистане. На посту командующего армией планировал и осуществлял основные боевые операции советских войск. В условиях частичного вывода советских войск из Афганистана пересмотрел тактику советских войск, перейдя от беспрерывных боевых действий по всей территории страны к последовательным тщательно подготовленным боевым операциям по уничтожению ключевых опорных пунктов моджахедов. Каждая такая операция наносила существенный урон противнику, на несколько месяцев приводила к прекращению или существенному ослаблению партизанского движения в регионах. Умел воевать «малой кровью». За год его командования армией численность безвозвратных потерь снизилась в 2 раза (по сравнению с 1984—1985 годами). Он первым из командующих выступил против существовавшей практики сокрытия реальных цифр наших потерь. Первым стал широко применять тактику масштабных вертолётных десантов. Первым ввёл в систему управления войсками компьютеры.
Оценивая отношение В. П. Дубынина к солдату и его стремление минимизировать потери, Секретарь Совета безопасности РФ А. А. Кокошин поставил генерала Дубынина в один ряд с такими полководцами Великой Отечественной войны, как Маршал Советского Союза К. К. Рокоссовский и генерал армии И. Е. Петров.

### Последние годы
С июня 1987 года — командующий 7-й танковой армией в Белорусском военном округе (Борисов). С мая 1988 года — начальник штаба — первый заместитель командующего войсками Киевского военного округа. С июня 1989 года — командующий Северной группой войск на территории Польши, в трудных условиях кризиса власти в СССР сумел выполнить её организованный вывод из Польши в Тверскую область.
В августа 1991 года, когда Государственный комитет по чрезвычайному положению выступил со своим воззванием к советскому народу, Дубынин поддержал ГКЧП телеграммой.
Указом президента России Бориса Ельцина  от 10 июня 1992 года № 613 генерал-полковник Дубынин назначен начальником Генерального штаба Вооружённых сил Российской Федерации — первым заместителем Министра обороны Российской Федерации. Несмотря на относительную молодость для такого высокого поста, сумел проявить себя грамотным и принципиальным руководителем. К его заслугам относят удержание Президента РФ Ельцина от ряда непродуманных решений в военной сфере (некоторые были реализованы впоследствии), прежде всего в области ядерных сил. Министр обороны Павел Грачёв находился под влиянием Дубынина, относился к нему с уважением и согласовывал с ним все свои решения (что прекратил делать при преемнике последнего).
На одной из первых коллегий Минобороны РФ полностью поддержал предложенные Андрей Кокошиным приоритеты в долгосрочной и среднесрочной военно-технической политике государства, предусматривавшие создание межконтинентальных баллистических ракет «Тополь-М» и «Ярс», строительство подводных стратегических ракетоносцев нового поколения типа «Борей», создание ракетного комплекса оперативно-тактического назначения «Искандер», бомбардировщика Су-34, ударных вертолётов Ми-28Н и Ка-50, высокоточного дальнобойного оружия в неядерном снаряжении и др.
В последние месяцы жизни у него был обнаружен стремительно развивавшийся рак. По представлению Павла Грачёва указом Президента Российской Федерации от 5 октября 1992 года Дубынину было присвоено воинское звание генерала армии. Он стал третьим человеком в России, которому было присвоено это воинское звание. Министр обороны РФ лично приехал к нему в больницу и вручил новые погоны.

Памятник на Новодевичьем кладбище Москвы

Виктор Дубынин умер 22 ноября 1992 года на 50-м году жизни в Москве. Похоронен на Новодевичьем кладбище. Автор надгробного памятника — скульптор Александр Рукавишников.

## Награды
- Герой Российской Федерации, 11 ноября 2003 года, за проявленное личное мужество и умелое руководство войсками в ходе боевых действий в Афганистане (посмертно)
  - Медаль «Золотая Звезда» № 803 (вручена семье Героя)
- Орден Красного Знамени, 4 сентября 1985 года, за успешное выполнение задач по оказанию интернациональной помощи Демократической Республике Афганистан
- Орден Красной Звезды, 14 мая 1990 года, за отличные успехи в боевой и политической подготовке, большие заслуги в поддержании высокой боевой готовности войск и освоение новой боевой техники
- Орден «За службу Родине в Вооружённых Силах СССР» II степени, 4 ноября 1981 года, за отличие на маневрах «Запад-81»
- Орден «За службу Родине в Вооружённых Силах СССР» III степени, 21 февраля 1978 года, за успехи в боевой подготовке
- Медали, в том числе:
  - Юбилейная медаль «За воинскую доблесть. В ознаменование 100-летия со дня рождения Владимира Ильича Ленина», 14 апреля 1970 года
  - Медаль «Ветеран Вооружённых Сил СССР»
  - Медаль «За укрепление боевого содружества», 19 декабря 1992 года
  - Юбилейная медаль «50 лет Вооружённых Сил СССР»,
  - Юбилейная медаль «60 лет Вооружённых Сил СССР»,
  - Медаль «За безупречную службу» I степени,
  - Медаль «За безупречную службу» II степени,
  - Медаль «За безупречную службу» III степени.
- Почётный гражданин города Каменск-Уральский (2013)[8].

Иностранные награды
- Орден Красного Знамени, Демократическая Республика Афганистан, 21 августа 1986 года[9]
- Орден «Звезда», Демократическая Республика Афганистан
- Медаль «За отвагу», Демократическая Республика Афганистан
- Медаль «От благодарного афганского народа» (Демократическая Республика Афганистан, 1988)[10]
- Почётное звание «Почётный гражданин Шумихинского района», 27 февраля 2009 года[11][12]
- Почётное звание «Почётный гражданин Каменского городского округа», 27 июня 2013 года[13]

## Воинские звания
Известные по годам присвоения.
- курсант, 1 сентября 1961 года
- лейтенант, 28 июля 1964 года
- старший лейтенант, 20 февраля 1967 года, досрочно на 6 месяцев
- капитан, 4 апреля 1970 года
- майор, 16 февраля 1973 года, досрочно на 1 год и 2 месяца
- подполковник, 4 ноября 1976 года, досрочно на 4 месяца
- полковник, 21 августа 1979 года, досрочно на 2 года и 3 месяца
- генерал-майор, 17 декабря 1982 года
- генерал-лейтенант, 8 мая 1987 года
- генерал-полковник, 30 июня 1990 года
- генерал армии, Указ Президента Российской Федерации № 1176 от 5 октября 1992 года, Приказ министра обороны Российской Федерации № 175 от 10 октября 1992 года

## Память
- Улица Виктора Дубынина в пгт Мартюш Свердловской области, имя присвоено одной из новых улиц 25 июля 2011 года.
- Улица Генерала Дубынина в городе Кургане, названа 17 апреля 2013 года, расположена в 3-м микрорайоне Заозёрного жилого массива[15].
- Памятник генералу Дубынину в городе Каменске-Уральском, открыт 20 июля 2013 года. На постаменте – фигура генерала, рядом с ним солдаты: разведчик и связист  Автор памятника — скульптор, народный художник Российской Федерации Рукавишников Александр Иулианович — 56°24′52″ с. ш. 61°55′24″ в. д.HGЯO[16]
- Бюст генерала Дубынина открыт 17 июня 2004 года на территории Рязанского военного автомобильного института им. В. П. Дубынина, ныне организация ликвидирована. Скульптор Лысенина Раиса Алексеевна[17].
- Бюст генерала Дубынина открыт 5 сентября 2023 года на территории Военно-учебного центра им. В. П. Дубынина (город Красноярск). Скульптор Чебаненко Алексей Дмитриевич и архитектор Белый Андрей Витальевич — 55°59′06″ с. ш. 92°45′16″ в. д.HGЯO[18]
- Стела и сквер имени В.П. Дубынина, открыты 1 февраля 2018 года в селе Большая Рига, ныне  Шумихинского муниципального округа Курганской области — 55°35′16″ с. ш. 63°12′58″ в. д.HGЯO
- Мемориальная доска открыта 1 февраля 2014 года, Свердловская область, Каменский муниципальный округ, пгт Мартюш, ул. Ленина, 11 — 56°24′01″ с. ш. 61°53′28″ в. д.HGЯO
- В селе Большая Рига Шумихинского района Курганской области открыт музей генерала армии Героя Российской Федерации В. П. Дубынина.
- Распоряжением Правительства Российской Федерации от 17 сентября 2003 года № 1350-р имя В. П. Дубынина присвоено Рязанскому военному автомобильному институту, который с того времени именовался: «Рязанский военный автомобильный институт имени генерала армии В. П. Дубынина». С 2010 года — автомобильный факультет Рязанского высшего воздушно-десантного командного училища имени генерала армии В. Ф. Маргелова.
- Имя генерала армии Виктора Дубынина присвоено Военно-инженерному институту (ныне Военно-учебный центр) Сибирского федерального университета (город Красноярск), музей В. П. Дубынина открыт в нём в январе 2018 года[19].
- Военно-патриотический клуб «Патриот» МКОУ «Крутогорская СОШ» Курганской области носит имя Героя России генерала армии В. П. Дубынина.
- Центр военно-патриотического воспитания им. генерала армии, Героя России В. П. Дубынина, г. Курган, ул. Куйбышева, 49 (открыт в 2015 году, закрыт в 2017 (?) году, здание снесено в 2022 (?) году).
- Библиотека им. Героя России генерала армии В.П. Дубынина, имя присвоено 26 января 2021 года, Свердловская область, Каменский муниципальный округ, пгт Мартюш, ул. Ленина, 11. Ежегодно с 2015 года в библиотеке проходят героико-патриотические «Дубынинские чтения»[20].
- В Шумихинском районе Курганской области учреждена памятная медаль имени Героя Российской Федерации Виктора Петровича Дубынина[21].
- Фонд им. Героя России генерала армии В.П. Дубынина «Центр поддержки военнослужащих, участников боевых действий и контртеррористических операций», основан 20 мая 2010 года. В Вооружённых силах Российской Федерации учреждена Премия имени генерала армии Виктора Дубынина. Вручается ежегодно самым профессиональным теоретикам и практикам Генштаба ВС РФ[22].
- В Каргапольском районе Курганской области проводится турнир по военно-прикладному многоборью памяти Героя России В. П. Дубынина[23].
- В городе Каменске-Уральском Свердловской области проводится турнир по боксу посвященный памяти Героя России генерала армии В.П. Дубынин; в марте 2023 года прошёл X областной открытый турнир[24].
- В 1990 году генерал В.П. Дубынин подарил односельчанам танк Т-10 в память о погибших в Великую Отечественную войну. Установлен в центре села Большая Рига Шумихинского муниципального округа Курганской области. На пьедестале указано, что от Дубынина В.П. — 55°35′16″ с. ш. 63°13′04″ в. д.HGЯO[25]

## Семья
- Дед — Сергей Дубынин, раскулачен в 1930 году
- Отец — Пётр Сергеевич (ум. в 1969), переселён в 1937 году в пгт Мартюш, работал на оборонном заводе, вернулся в с. Большая Рига
- Мать — Ирина Ивановна Леготина, работала в пекарне
- Брат (от 1-го брака отца) — Леонид (род. 1923), уехал в Волхов
- Брат (от 1-го брака отца) — Николай (род. 1927), работал продавцом в магазине в с. Большая Рига
- Сестра (от 1-го брака матери) — Нина Михайловна (ум. 22 ноября 1994), замужем за военным офицером-лётчиком Александром Ивановичем Фартыгиным
- Брат — Владимир (1938 — 22 ноября 2003), работал в с. Большая Рига бригадиром, потом бригадиром комплексной бригады, председателем сельского Совета, председателем сельпо
- Брат — Юрий (род. 1949), инвалид с детства, освоил швейное дело
- Жена — Людмила Васильевна (род. 1948), поженились в марте 1967 года.
  - Сын — Юрий (род. май 1968), окончил Челябинское высшее танковое командное училище. Дослужился до майора. Но в 1990-е уволился из Вооружённых сил
  - Дочь — Татьяна (род. 10 декабря 1978, Уречье, Минская область), окончила военный юридический вуз, кандидат юридических наук (2012), подполковник (2011)

## Документальные фильмы
- «Повесть о настоящем командарме. Виктор Дубынин», 2011 год, режиссёр: Игорь Серебряков, выпущено телеканалом «Россия»
- «ПРИКАЗЫВАЮ ЖИТЬ, ДУБЫНИН», 2013 год, режиссёр: Дмитрий Ушаков, выпущено телеканалом «Россия»
- «Легенды армии — Виктор Дубынин», 2016 год, режиссёр: Ирина Смирнова, производство/телеканал: ООО «ГАЛА КОНЦЕРТ» по заказу ОАО "ТРК ВС РФ «Звезда»